# Igry motylkov
Igry motylkov (russisk: Игры мотыльков) er en russisk spillefilm fra 2004 af Andrej Prosjkin.

## Medvirkende
- Aleksej Tjadov som Kostja
- Marija Zvonarjova som Liza
- Oksana Akinsjina som Zojka
- Jurij Kuznetsov som Stepanytj
- Andrej Smoljakov som Glebov